# 劉栖楚
劉栖楚（776年—827年），字善保，出身寒微，早年是镇州小吏。唐敬宗时官至桂管观察使、桂州刺史兼御史大夫。

## 家世
祖父刘瑜，德州司马。父刘博，尚书司勋郎，以子贵赠给事中。

## 生平
刘栖楚受到成德节度使王承宗赏识，表授他为宫门丞，换邓州掾仓曹，后王承宗向李逢吉推薦，自邓掾擢為左拾遗，成为李逢吉手下御史，多次弹劾裴度及李绅。唐敬宗即位后，由于游猎，早朝经常晚点。刘栖楚出班，以额叩龙墀出血，苦谏敬宗勤政，经李逢吉、牛僧孺两人宣示方才出殿医治，敬宗为之动容，即日赐迁起居郎。其后移居洛阳养病，数月后敬宗闻其病已经痊愈，授官谏议大夫，年中又宣授刑部侍郎。宝历二年，任京兆尹，摧抑豪强，甚有钩距，人多将他比作西汉名臣赵广汉。后恃权宠，“广树朋党，门庭无昼夜填委不息”。“常以词气凌宰相韦处厚”，唐文宗太和元年正月被外派为桂管都防御观察等使、桂州刺史兼御史大夫。大和元年八月廿五日（827年9月19日），卒于任上，时年五十二。赠左散骑常侍。
夫人河东裴氏，早终无子，以弟之子宗儒主其祭祀。大和二年夏五月十二日，长兄河南尉刘栖梧洎宗儒护其丧，归葬河南府河南县之邙原。
刘栖楚工於詩，与张又新等人号称“八关十六子”，然個性诡激，贾岛因得罪刘栖楚，被關了一個晚上，贾岛有《寄刘栖楚》詩以贈：“趋走与偃卧，去就自殊分。当窗一重树，上有万里云。”

## 延伸阅读
[在维基数据编辑]
 《舊唐書/卷154》，出自刘昫《舊唐書》
 《新唐書/卷175》，出自《新唐書》